# Djebel Tebaga
Le djebel Tebaga est un massif montagneux du Sud de la Tunisie, à cheval sur les territoires du gouvernorat de Gabès (partie orientale) et de Kébili (parties centrale et occidentale). Son point culminant s'élève à 469 mètres d'altitude.

## Géographie

### Situation et topographie
Le djebel Tebaga s'étend à partir de sa partie orientale (djebel El Aziza) vers la ville d'El Hamma en forme de faucille vers l'ouest et au nord-ouest de la ville de Kébili. Du centre à l'extrémité occidentale, le massif se divise en deux chaînes parallèles.

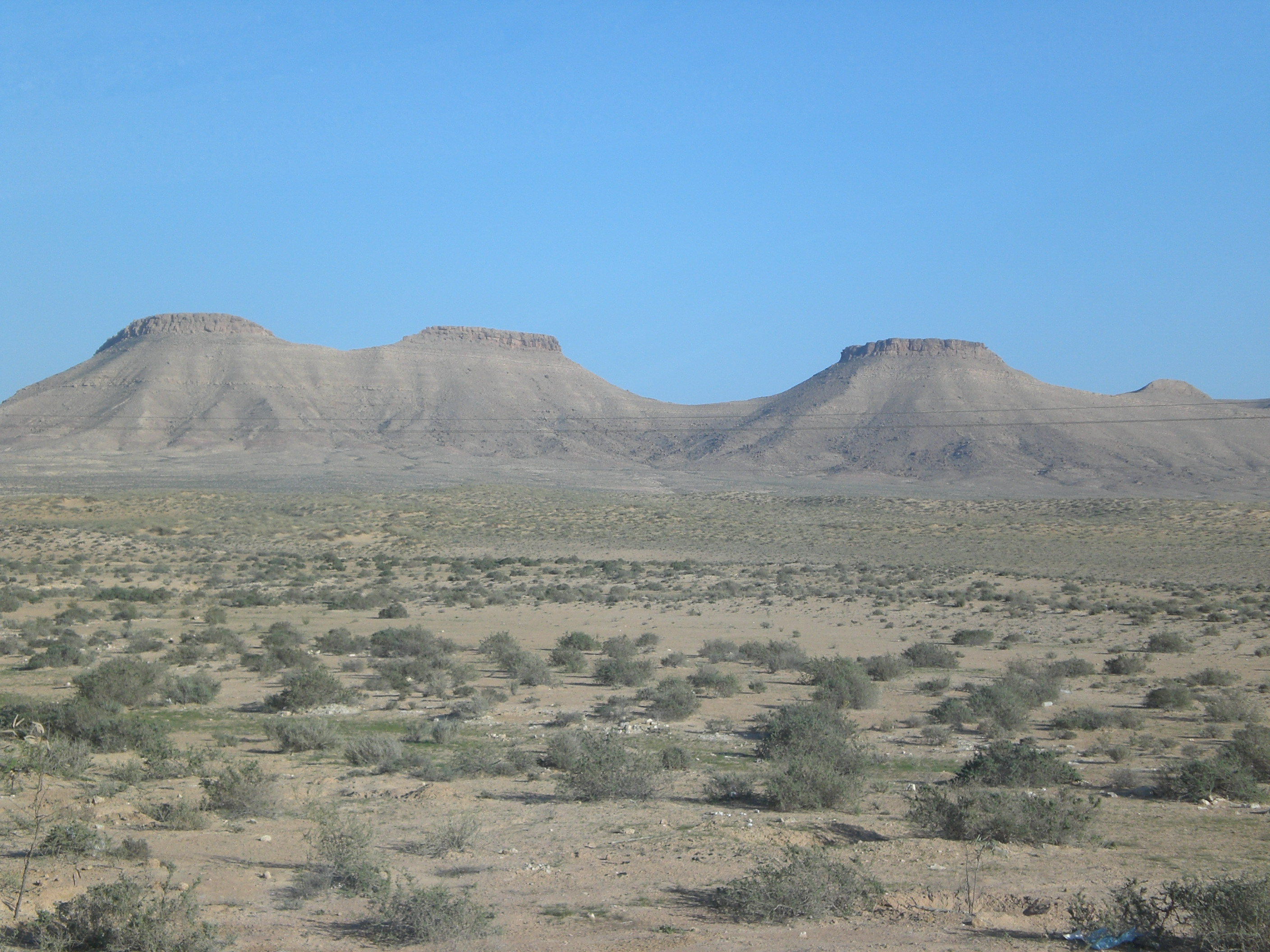
Vue du djebel Tebaga.

Le massif s'étend vers l'ouest et marque la séparation entre le Chott el-Fejaj et le Chott el-Jérid, formant une péninsule lorsque les chotts se remplissent d'eau. Avec ses pentes inclinées vers le nord, il forme la limite méridionale du Chott el-Fejaj.

### Géologie
Dans le cadre des relations géomorphologiques sur le territoire de la Tunisie, le djebel Tebaga est un exemple des anticlinaux de l'Atlas déclinant vers le sud et forme ainsi la transition vers la base du plateau saharien. Par conséquent, il est l'une de ces collines que l'on appelle Atlas saharien.
Le massif finit par s'effondrer dans la vallée des chotts. Ce processus est daté de la phase tardive du Tertiaire. Les ablations dans cet espace, causées par l'érosion et un soulèvement renouvelé des parties restantes, conduisent à la formation du relief actuel, daté de l'époque du Quaternaire. Cette orogenèse est typique des bords des chotts dans le sud de la Tunisie.

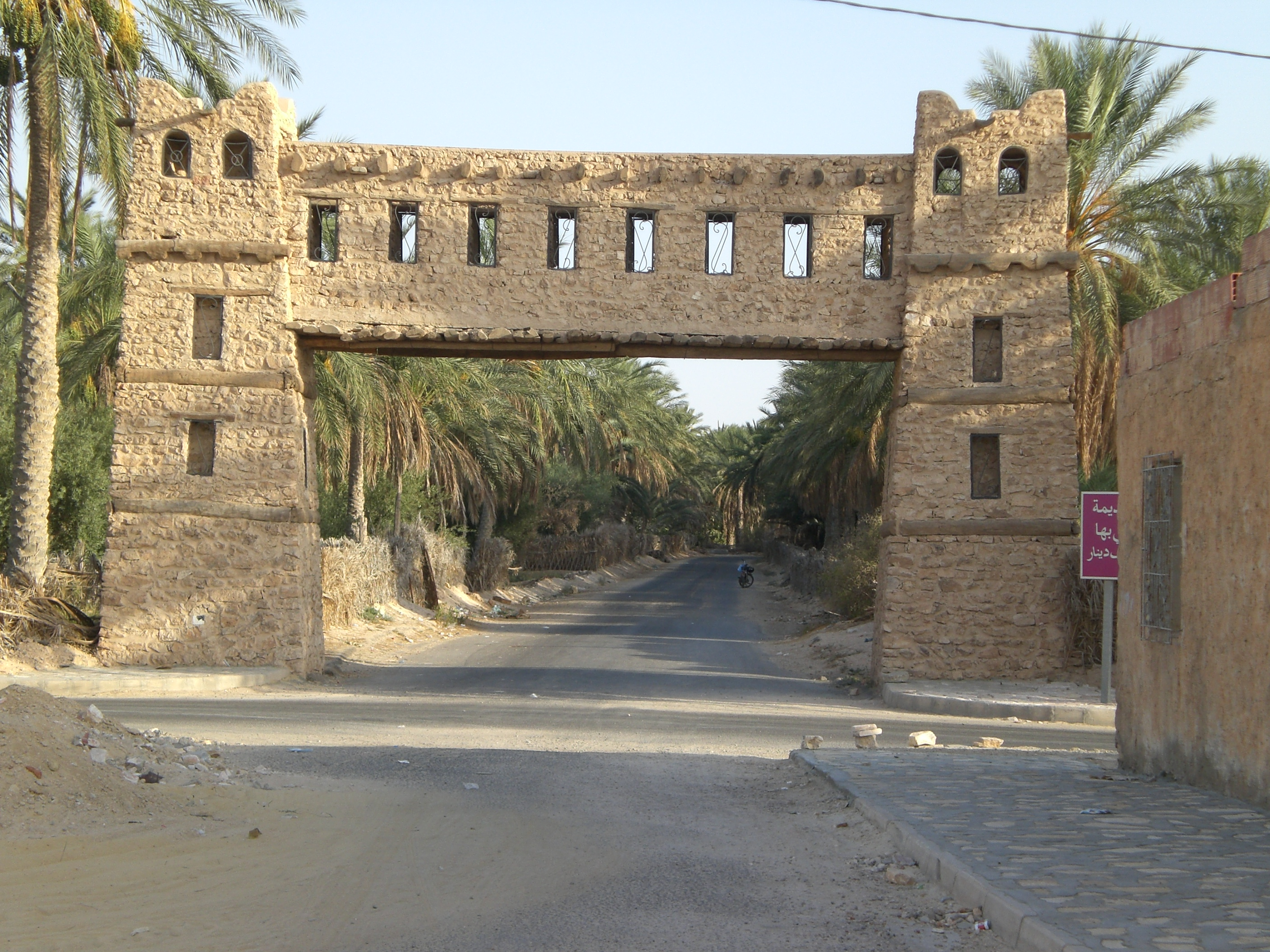
Entrée de l'oasis de Kébili.

De nombreux cônes de déjection se trouvent sur le versant nord du djebel Tebaga, qui se compose principalement de dépôts du Crétacé, de calcaire dolomitique (du Cénomanien et du Turonien), de marnes et de mudstones.

### Hydrographie
À son extrémité occidentale se regroupent quelques petites oasis, qui appartiennent au Nefzaoua. On y trouve quelques riches exsurgences (aïn), atteignant dans certains cas un diamètre de 80 mètres et une profondeur de dix mètres. La remontée de l'eau s'y fait sans grandes fluctuations. Il s'agit des oasis jardins de Mannsoura, de Telmine et Djedida, ainsi que de Rapta. Il existe aussi quelques sources qui sont moins productives.

## Extraction de l'eau
Dans la région, l'approvisionnement en eau se fait aussi par des foggaras (appelés khraig) : il s'agit de canaux souterrains creusés par l'homme et qui transportent l'eau jusqu'aux oasis jardins. Certains aménagements du flanc nord de la montagne reçoivent leur eau par des tunnels qui débutent sur le flanc sud et traversent des gorges individuelles.